# 장경왕후 (고려)
장경왕후 김씨(莊敬王后 金氏, 생몰년 미상)는 의종(毅宗)의 제1비로 강릉공(江陵公) 왕온(王溫)의 딸이다. 시호는 혜자장경왕후(惠資莊敬王后)이다.

## 개요
강릉공(江陵公)으로 책봉된 왕온(王溫)의 딸로 태어났으나 왕실과 동일한 성을 피하기 위해 모계를 따라 김씨라 하였다. 단 왕비로 책봉된 후에도 한동안 왕씨를 칭했던 것으로 보인다. 당시 왕태자였던 의종과 혼인하였는데 여동생인 광정태후(光靖太后)와 선정태후(宣靖太后) 또한 각각 익양후(翼陽侯, 명종)와 평량공(平凉公, 신종)과 혼인하였다. 이후 의종이 인종의 뒤를 이어 즉위한 이후에 흥덕궁주(興德宮主)로 책봉되었고 의종보다 먼저 사망하자 시호는 경순왕후(景順王后)가 되었다. 1253년, 혜자(惠資)의 시호가 올려졌다.

## 생애
아버지 강릉공은 문종의 손자이며, 어머니의 존재는 기록이 전무하여 확인할 수 없으나, 장경왕후 자매들이 왕비가 된 후에 김씨(金氏)성을 사용하는 점을 미루어 김씨로 추측된다. 장경왕후의 조모와 증조모 모두 인주 이씨이기 때문이다.
의종이 태자였을 때 혼인하였으며, 1149년(의종 3년) 효령태자를 낳았다. 1151년(의종 5년) 흥덕궁주(興德宮主)에 봉해졌다. 효령태자 이외에도 경덕궁주, 안정궁주, 화순궁주 등 세명의 공주를 낳았다.
효령태자를 낳기 전에, 장경왕후와 의종은 아들을 낳으면 금은자(金銀字)로 화엄경 4부를 만들겠다고 맹세하였는데, 이후 원자가 태어나자 1156년(의종 11년), 2부를 필사하여 흥왕사 홍교원에 장서하고, 크게 법회를 열어 낙성식을 거행하기도 하였다.
언제 사망하였는지는 기록이 없어 알 수 없다. 능은 희릉(禧陵)으로 의종과 함께 묻혀있으나 위치가 실전되어 소재를 알 수 없다.

## 가족 관계
- 아버지 : 강릉공(江陵公) 왕온(王溫)
  - 여동생 : 광정왕후(光靖王后) - 명종의 비.
  - 여동생 : 선정왕후(宣靖王后) - 신종의 비.
  - 형제 : 공화후 영(恭化侯 瑛 1126 ~ 1186) : 인종의 딸 승경궁주와 혼인
  - 남편 : 의종(毅宗)
    - 효령태자(孝靈太子, 1149 ~ ? )
    - 경덕궁주(敬德宮主) - 사공 왕평(司空 王評)에게 하가
    - 안정궁주(安貞宮主) - 함녕백 박(咸寧伯 璞)에게 하가
    - 화순궁주(和順宮主) - 광릉공 면(廣陵公 沔 ?~1218)에게 하가

## 장경왕후가 등장한 작품
- 《무인시대》(KBS, 2003년~2004년, 배우:최정원)